# Clearlooks

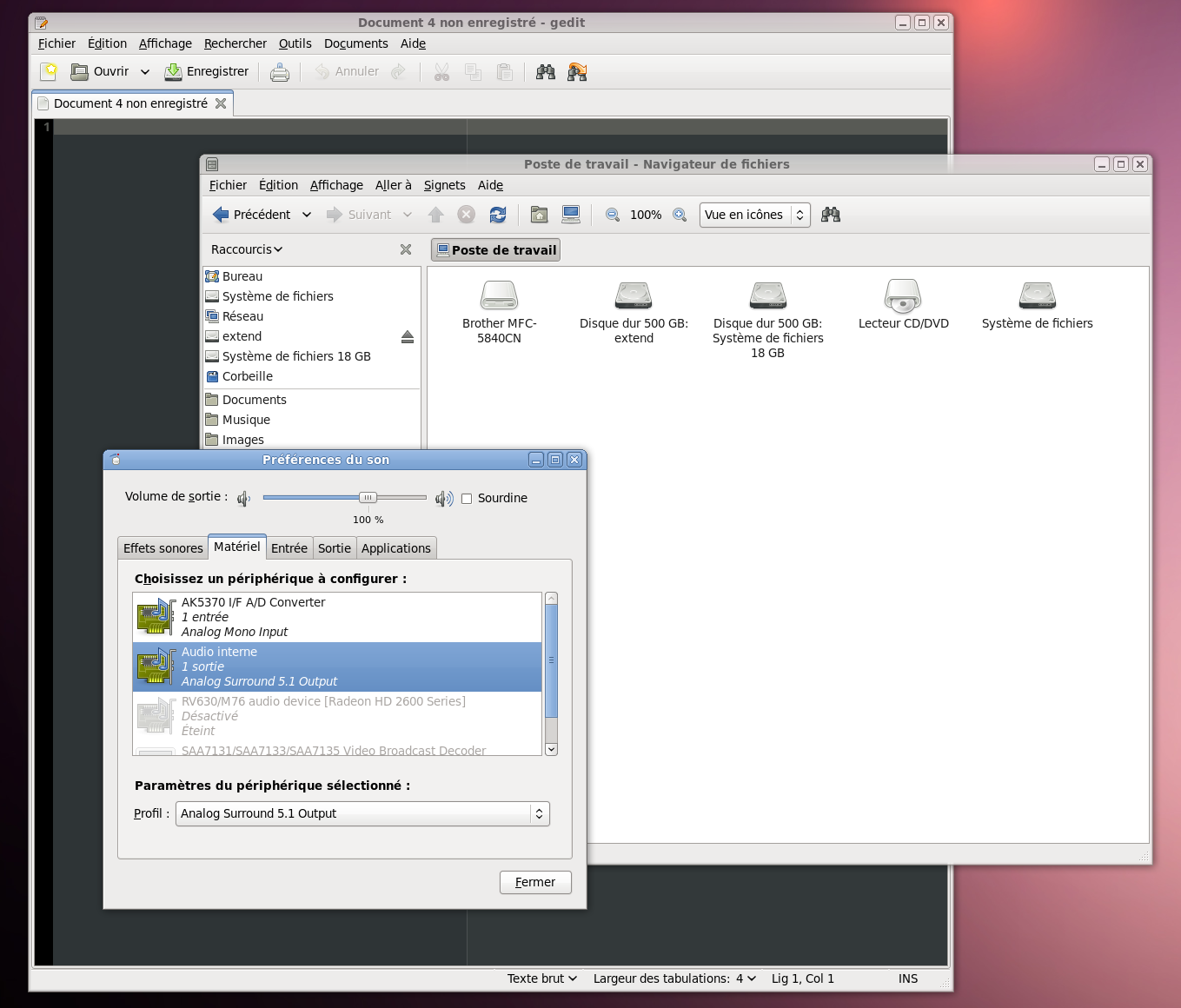
Voorbeeld van Clearlooks 2.20-thema met verschillende toepassingen.

Clearlooks is een themamotor voor GTK+, de belangrijkste widget-toolkit die gebruikt wordt door de GNOME-desktopomgeving. Het is gebaseerd op Red Hats Bluecurve-thema. De themamotor tekent de werkelijke widgets en kan worden geconfigureerd met thema's die verschillende configuraties aanroepen. Clearlooks is het standaardthema voor GNOME sinds versie 2.12. Veel gebruikers hebben thema's bijgedragen die de kleuren aangepast hebben en een aantal visuele effecten hebben toegevoegd, wat gezorgd heeft voor veel afgeleide thema's.
De makers van de Clearlooks waren Richard Stellingwerff en Daniel Borgmann, maar sinds 2005 wordt Clearlooks ontwikkeld door GNOME en zijn de huidige ontwikkelaars Andrea Cimitan en Benjamin Berg.
De huidige versie van Clearlooks maakt gebruik van Cairo als een backend. Oudere versies maken gebruik van GDK om de widgets te tekenen.
Qt maakt met versies 4.2 tot 4.4 gebruik van een ingang van Clearlooks genaamd Cleanlooks voor een betere integratie met GTK-applicaties.